# Croada noruega
La croada noruega fou una croada que començà el 1107 i acabà el 1110. Va coincidir amb la finalització de la Primera Croada, i va ser liderada pel rei noruec Sigurd I. Sigurd fou el primer rei europeu que anà a una croada a Terra Santa i va guanyar totes les batalles. La croada noruega sembla haver actuat de forma molt semblant a les incursions vikingues primitives, tot i que els objectius dels noruecs van ser força diferents aquesta vegada.

## Viatge a Jerusalem

### De Noruega a Anglaterra (1107-1108)
Sigurd I i els seus homes van sortir de Noruega a la tardor de 1107 amb seixanta naus i prop de 5.000 homes. Aquella tardor van arribar a Anglaterra, on regnava Enric I. Sigurd i els seus homes hi romangueren fins passat l'hivern, i a la primavera de 1108 continuaren cap a l'oest.

### A la península Ibèrica (1108-1109)
Després de diversos mesos arribaren a la ciutat de Santiago de Compostel·la, on un senyor local va permetre'ls de passar-hi l'hivern. Això no obstant, quan arribà l'hivern va haver-hi manca d'aliments, per això el senyor es negà a vendre'ls aliments i productes. Sigurd aleshores va reunir el seu exèrcit, atacà el castell i el saquejaren.
Durant el viatge, els noruecs van topar-se amb una flota de galeres vikingues que estaven cercant vaixells per robar. Sigurd va fer via directe als pirates i n'assaltaren els vaixells. Després d'un curt període de lluita tots els pirates havien estat assassinats i Sigurd n'adquirí els navilis.
Més endavant van arribar al castell musulmà a l'Àndalus, a l'actual ciutat portuguesa de Sintra. Hi prengueren el castell i mataren tots els homes, ja que s'havien negat a ser batejats. Navegaren cap a Lisboa, una ciutat "mig cristiana mig infidel", que hom deia que es trobava a la frontera entre la zona cristiana i la zona musulmana d'Ibèria. Hi guanyaren llur tercera batalla i aconseguiren grans tresors.
Llur quarta batalla la varen guanyar a la ciutat d'Alkasse (possiblement una referència a Al-Qasr).

### A les Illes Balears (1109)
Després d'una altra batalla victoriosa contra els pirates quan navegaven per l'estret de Gibraltar s'embarcaren cap a la Mediterrània i arribaren a les Illes Balears. Els cristians consideraven les Balears en aquella època un refugi de pirates i esclaus. Les ràtzies dels noruecs també són el primer registre dels atacs cristians als enclavaments musulmans de les illes Balears (tot i que ja s'havien produït atacs més petits abans).
El primer lloc on van arribar va ser Formentera, on es trobaren amb un gran nombre de Blåmenn i Serkir (sarraïns). El curs de la lluita és el més detallat de tota la croada gràcies a fonts escrites i, possiblement, podria ésser l'esdeveniment històric més notable de la història de la petita illa. Després d'aquesta batalla els noruecs suposadament van adquirir els majors tresors. A continuació atacaren Eivissa i Menorca i, en tots dos llocs van vèncer. Els noruecs semblen haver evitat atacar l'illa més gran de l'arxipèlag, Mallorca, molt probablement perquè aleshores era el centre d'un pròsper i ben fortificat regne de taifes independent.

### A Sicília (1109-1110)
A la primavera de 1109 arribaren a Sicília, on foren rebuts pel comte Roger II que hi governava tot i tenir només 13 anys.

### A Palestina (1110)
L'estiu de 1110 van arribar finalment al port d'Acre i es dirigiren a Jerusalem, on van reunir-se amb el governant croat Balduí I, que l'any anterior havia pres Trípoli i Beirut. Van rebre'ls amb una bona benvinguda i Balduí acompanyà Sigurd fins al riu Jordà, i així tornaren a Jerusalem.

### Sidó (1110)

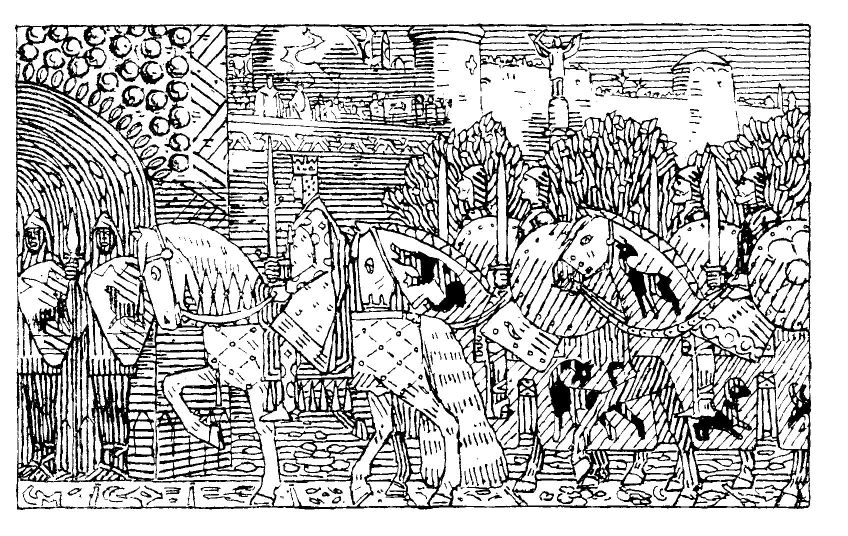
El rei Sigurd i els seus homes viatjant cap a Miklagard per Gerhard Munthe.

Més endavant Sigurd tornà als seus vaixells a Acre, i quan el rei Balduí I es va aixecar contra els pagans (musulmans) a la ciutat de Sidó (Síria), Sigurd i els seus homes l'acompanyaren en el setge, on la ciutat fou presa el 4 de desembre.

## Tornada a Noruega
El rei Sigurd I i llurs homes viatjaren per l'interior del continent europeu fins a arribar a la costa sud de Noruega a través de la península de Jutlàndia. El viatge de tornada començà l'any 1110 i cap a començaments del 1113 arribaren a casa.